# Wet arbeid en zorg
De Wet van 16 november 2001 tot vaststelling van regels voor het tot stand brengen van een nieuw evenwicht tussen arbeid en zorg in de ruimste zin (Wet arbeid en zorg) (Wazo) is een Nederlandse wet waarin het recht op verschillende verlofsoorten geregeld is, zoals ouderschapsverlof en zorgverlof, en sommige uitkeringen. De Wazo heeft als doel om het voor werknemers en zelfstandigen makkelijker te maken om werk en privé te combineren.

## Verlofsoorten
De volgende verlofsoorten zijn vastgelegd in de Wet arbeid en zorg:
- Zwangerschaps- en bevallingsverlof
- Geboorteverlof
- Ouderschapsverlof
- Adoptieverlof
- Pleegzorgverlof
- Calamiteitenverlof
- Kortdurend zorgverlof
- Langdurend zorgverlof
- Levensloopverlof

## Betaald of onbetaald
Een aantal van de in de Wet arbeid en zorg opgenomen verlofsoorten is betaald verlof (zoals calamiteitenverlof en zwangerschaps- en bevallingsverlof), andere soorten zijn in beginsel onbetaald (zoals levensloopverlof en ouderschapsverlof. In het laatste geval is soms een loondoorbetaling geregeld in een cao (bijvoorbeeld bij ouderschapsverlof is dat niet ongebruikelijk) en/of kan de werknemer de verlofopname eventueel zelf financieren. Bij levensloopverlof kan dat door middel van het opgebouwde levenslooptegoed.

## Zelfstandig en Zwangerregeling
Voor vrouwelijke zelfstandige ondernemers bestaat de Zelfstandig en Zwangerregeling (ZEZ). Vrouwen die
in het jaar voor de bevalling minimaal 1225 uur als zelfstandige hebben gewerkt, hebben 16 weken recht op
een uitkering bij zwangerschap. De regeling geldt ook voor de meewerkende echtgenote. De maximale
uitkering is gelijk aan het minimumloon. De uitkering moet aangevraagd worden bij het UWV, uiterlijk
twee weken voor de gewenste ingangsdatum (4 tot 6 weken voor de bevalling).
De regeling is ingevoerd met de Wet van 29 mei 2008 tot wijziging van de Wet arbeid en zorg in verband met een uitkering aan zelfstandigen bij zwangerschap en bevalling en een verruiming van de periode voor deelname aan een vrijwillige verzekering in enkele socialezekerheidswetten.